# Stilobezzia elegantula
Stilobezzia (Eukraiohelea) elegantula – gatunek muchówki z podrzędu długoczułkie i rodziny kuczmanowatych.

## Taksonomia
Gatunek opisany został w 1907 roku przez Oskara Augustusa Johannsena, jako Bezzia elegantula.

## Rozprzestrzenienie
Gatunek neotropikalny i nearktyczny, wykazany ze Stanów Zjednoczonych (Kansas i od Luizjany po Maryland i Florydę), Portoryko, Panamy, Paragwaju i srgentyńskich stanów Chaco i Misiones.